# Šport u 1981.
◄◄ | ◄ | 1978. | 1979. | 1980. | 1981.  | 1982. | 1983. | 1984. | ► | ►►
Arhitektura • Astronautika • Astronomija • Biologija • Film • Fotografija • Glazba • Kazalište • Kemija • Kiparstvo • Knjige • Književnost • Kršćanstvo • Meteorologija • Medicina • Planinarstvo • Politika • Pravo • Promet • Slikarstvo • Strip • Šport • Televizija • Znanost • Zrakoplovstvo • Željeznički promet
Šport u 1981.

## Svijet

### Natjecanja

#### Kontinentska natjecanja

##### Europska natjecanja
- Od 26. svibnja. do 5. lipnja – Europsko prvenstvo u košarci u Čehoslovačkoj: prvak SSSR
- Od 5. do 12. rujna – Europsko prvenstvo u vaterpolu u Splitu u tadašnjoj Jugoslaviji: prvak Njemačka

## Hrvatska i u Hrvata

### Smrti
- 21. listopada – Đuro Gašpar, hrvatski atletičar (* 1900.)

## Vanjske poveznice
|  | Zajednički poslužitelj ima još gradiva o temi Šport u 1981. |